# Ter Braakloop
Ter Braakloop is een landgoed en natuurgebied ten zuiden van Berkel-Enschot. Het is in 1963 aangekocht door de Stichting Brabants Landschap en was daarmee het eerste reservaat dat door deze natuurbeschermingsorganisatie werd verworven.
Het landgoed is genoemd naar de Braakloop, een halfnatuurlijke waterloop die aan de zuidkant van het gebied loopt en uitmondt in de Achterste Stroom. Het bestaat voornamelijk uit naaldbos op stuifzand en er bevinden zich enkele vennen, namelijk het Schaapsven en het Aalsven. Het Schaapsven is dichtgegroeid met Gele plomp en Witte waterlelie, en het bevat een eilandje met Gagelstruweel.
Het gebied sluit in het oosten aan op de Oude Hondsberg, en in het westen op het Galgeven. Het landgoed maakt deel uit van de beheerseenheid Oude Hondsberg, Ter Braakloop en Galgeven.
In het gebied is een wandeling uitgezet.